# Rinus Israël
Rinus Israël   (Amsterdam, 19 de març de 1942 - 1 de juliol de 2025) fou un jugador de futbol neerlandès, entrenador i scout. Anomenat "IJzeren Rinus" ("Iron Rinus") va formar una sòlida línia defensiva en el Feyenoord amb Theo Laseroms.